# As Pontes de García Rodríguez
As Pontes de García Rodríguez, in castigliano Puentes de García Rodríguez, è un comune spagnolo di 11 911 abitanti situato nella comunità autonoma della Galizia.